# Collotheca tenuilobata
Collotheca tenuilobata is een raderdiertjessoort uit de familie Collothecidae. De wetenschappelijke naam van deze soort is voor het eerst geldig gepubliceerd in 1889 door Anderson.